# Old World Underground, Where Are You Now?
Albums de Metric
Grow Up and Blow Away
(2001 (released 2007)) Live It Out
(2005)
Old World Underground, Where Are You Now? est le premier véritable album du groupe de rock indépendant Metric. Il est sorti en 2003 à la place de Grow Up and Blow Away qui n'est pas sorti à cause de leur label.
L'album est devenu disque d'or au Canada.

## Pistes
1. I.O.U. - 4:22
2. Hustle Rose - 5:33
3. Succexy - 3:05
4. Combat Baby - 3:29
5. Calculation Theme - 3:31
6. Wet Blanket - 4:07
7. On A Slow Night - 4:36
8. The List - 2:52
9. Dead Disco - 3:25
10. Love Is A Place - 2:09

Un clip a été réalisé pour Dead Disco, Combat Baby et Succexy.

## Musiciens
- Emily Haines - chant, synthétiseur, piano
- Jimmy Shaw - guitare, chant
- Josh Winstead - basse
- Joules Scott-Key - batterie

## Autres
- Michael Andrews - producteur
- Edson Miller - mixage
- Josh Hassin - pochette de l'album